# كلاه دراز وسطي (مقاطعة غيلانغرب)
كلاه‌دراز وسطي (بالفارسية: کلاه‌دراز وسطی) هي قرية تقع في كرمانشاه في إيران. يقدر عدد سكانها بـ 212 نسمة .